# Argentina (dokumentarfilm fra 1950)
 For alternative betydninger, se Argentina (flertydig). (Se også artikler, som begynder med Argentina)
Argentina er en dansk dokumentarfilm fra 1950 instrueret af Olle Kinch og Poul Overgaard Nielsen.